# Божественный ход
Божественный ход (также Ход Бога или Одно движение Божье; кор. 신의 한 수, Sin-ui Hansu) — корейский кинофильм 2014 года жанра боевик/неонуар, в центре которого история игрока в го и его мести за убитого брата. Режиссёр фильма Чо Бом Гу получил диплом от Корейской ассоциации го за вклад в развитие этой игры в Корее.

## Сюжет
Название фильма восходит к терминологии игры го — особому, единственно верному и гениальному ходу, случающемуся «раз в жизни» только у лучшего игрока, чаще всего в критический момент партии.
Профессиональный игрок в го Тэ Сок проигрывает в партии на деньги, в результате его подставляют, и он оказывается в тюрьме и обвиняется в убийстве своего собственного брата. Он клянётся отомстить; после семи лет заключения Тэ Сок находит единомышленников и вместе с ними осуществляет план отмщения; финальная схватка также решится в партии в го.

## Сборы и прокат
Фильм стартовал в корейском прокате 3 июля 2014 года и собрал 37,2 миллиардов корейских вон (27,9 миллионов долларов); количество зрителей составило около 3,5 миллионов человек.
Божественный ход вышел в ограниченный прокат в кинотеатрах США 25 июля 2014 года. С 27 августа по 21 сентября фильм демонстрировался в Германии в рамках кинофестиваля Fantasy Filmfest.

## Критика
В рецензии издания The Korea Herald указано, что фильм содержит большое количество сцен насилия, но вместе с этим в течение всего повествования сохраняется дух самой игры, противостояния «чёрного и белого» как в игре, так и в жизни и философские поиски «божественного хода» не только в партии, но и в реальности.

## Награды и номинации
| Год  | Премия          | Номинация                         | Получатель                     | Результат |
| ---- | --------------- | --------------------------------- | ------------------------------ | --------- |
| 2014 | Большой колокол | Лучшая мужская роль               | Чон У Сон                      | Номинация |
| 2014 | Большой колокол | Лучшая мужская роль второго плана | Ким Ин Квон                    | Номинация |
| 2014 | Большой колокол | Лучший новый актёр                | Чхве Джинхёк                   | Номинация |
| 2014 | Большой колокол | Лучший монтаж                     | Син Мин Кён                    | Победа    |
| 2014 | Голубой дракон  | Лучшая мужская роль               | Чон У Сон                      | Номинация |
| 2014 | Голубой дракон  | Лучший новый актёр                | Чхве Джинхёк                   | Номинация |
| 2014 | Голубой дракон  | Лучший монтаж                     | Син Мин Кён                    | Номинация |
| 2014 | Голубой дракон  | Техническая награда               | Чхве Бонрок (боевые искусства) | Номинация |